# Bomarea multipes
Bomarea multipes là một loài thực vật có hoa trong họ Alstroemeriaceae. Loài này được Benth. miêu tả khoa học đầu tiên năm 1845.